# Iroz
Iroz (Irotz en euskera) es una localidad española de la Comunidad Foral de Navarra perteneciente al municipio de Esteríbar. Está situado en la Merindad de Sangüesa, en la Comarca de Auñamendi. Su población en 2014 fue de 29 habitantes (INE).